# Mosquée Al-Azhar
Pour les articles homonymes, voir Al-Azhar.
La mosquée Al-Azhar (arabe : الجامع الأزهر (al-Jāmiʿ al-ʾAzhar), La Mosquée la plus resplendissante), fondée en 970, est une des plus anciennes mosquées du Caire et le siège de l'université al-Azhar, la plus ancienne université islamique encore active au monde après Quaraouiyine au Maroc et l'université Zitouna en Tunisie. 
Elle a été fondée lors de la conquête de la ville par les Fatimides.

## Historique
Dès son arrivée en Égypte, Jawhar ben Abdalah al-Siqilli, le général qui venait de conquérir le pays en 969, pour le quatrième calife fatimide Al-Muizz li-Dîn Allah, entama la construction d’une nouvelle capitale, Al-Mansûriyyah, au nord d'Al-Fustât, l'ancien fleuron de l'Empire abbasside. Lorsque Al-Muizz se rendit sur place pour visiter sa nouvelle conquête, il décida que la capitale s'appellerait Al-Qâhirah (c'est-à-dire « la victorieuse », actuel Le Caire) plutôt qu’Al-Mansûriyyah.
Lorsque Jawhar al-Siqilli posa la première pierre de la nouvelle capitale, il avait prévu la construction d’une grande mosquée où serait célébrée la prière sous le règne de son maître Al-Muizz. Cette mosquée fut d’abord appelée Jâmaâ Al-Qâhirah (la mosquée du Caire). La mosquée d'origine comprenait une cour entourée de trois bas-côtés. Elle avait un seul minaret et occupait la moitié de l’espace qu’elle occupe aujourd’hui. Elle a par la suite été nommée « Al-Azhar » pour rendre hommage à Fatima Zahra, la fille de Mahomet. Elle est située au sud du Khan el Khalili, dans Le Caire islamique.
Sa construction commença le 4 avril 970 et dura deux ans. La première pierre fut posée le 22 juin 972. Après sa construction, Al-Azhar fut directement financée par les califes fatimides, et devint la mosquée officielle pour la prière du vendredi. Les habitants des villes à proximité du Caire, comme Misr ou Al-Qata'i (en) se dirigeaient tous les vendredis vers Al-Azhar pour écouter le sermon (al-Khutbah), donné par le calife fatimide, et accomplir la prière en congrégation. Par ailleurs, des Égyptiens aisés participaient à son financement en lui léguant une part de leur fortune ou des propriétés privées. 
Une école est ouverte près de la mosquée en octobre 975, puis en 988, elle devint une université où étaient enseignées le droit et la théologie (madrasa). En 1005, sous le califat d'Al-Hakim  elle devient une « maison du savoir » (arabe دار العلم [dār al-`ilm], maison de la science, ou دار الحكمة dār al-hikma, maison de la sagesse), munie d'une importante bibliothèque publique, où la chimie, l'astronomie et la philosophie sont enseignées en plus des disciplines strictement religieuses comme la connaissance des hadiths et du Coran.
L’éducation à Al-Azhar incluait la jurisprudence chiite-ismaélite, la grammaire arabe, la littérature et l’histoire. Elle devient alors le centre de diffusion de la da’wa (propagande) chiite fatimide.
À la fin de la dynastie des Fatimides (VIe siècle de l’hégire - XIIe siècle), la partie couverte de la mosquée a été élargie. Un couloir fut ajouté de chaque côté de la cour intérieure, dont les arcades reposent sur des colonnes de marbre.
En 1303, plusieurs bâtiments sont complètement reconstruits après les destructions causées par un tremblement de terre.  
À la suite de l'occupation de l'Égypte par les troupes françaises, le 22 octobre 1798, pendant que Bonaparte est dans le Vieux-Caire, un soulèvement est provoqué : la population de la capitale se répand en armes dans les rues, se fortifie sur divers points, et principalement dans la grande mosquée Al-Azhar.
Excités par les cheikhs et les imams, ces Égyptiens jurent par leur prophète d’exterminer tous les Français. Tous ceux qu’ils rencontrent, soit dans leurs maisons, soit dans les rues, sont impitoyablement égorgés. Bonaparte n’est point déconcerté par l’orage qui le menace de toutes parts. Il poursuit lui-même les révoltés de rue en rue, et les oblige à se concentrer dans la grande mosquée. Il ordonne à ses canons de foudroyer la mosquée. Les Français en brisent les portes et, animés par la fureur et la vengeance, ils massacrent les Égyptiens. Quelques cheikhs, plusieurs Turcs ou Égyptiens, convaincus d’avoir trempé dans le complot, sont exécutés.
Le 1er juin 1801, Al-Azhar ferme ses portes sur une Égypte occupée par les Français, et exactement une année et un jour plus tard, le 2 juin 1802, rouvre pour le service du vendredi, en la présence du grand vizir ottoman.
D'abord méfiante vis-à-vis de la révolution de 2011, Al-Azhar engage rapidement un dialogue avec toutes les factions de l'opposition anti-Moubarak (« libéraux, intellectuels, femmes, Frères musulmans, salafistes… »). Cela lui permet de publier en juin de la même année un document de dix pages, La déclaration d'Al-Azhar sur l'avenir de l'Égypte, où l'institution défend la démocratie, les droits de l'homme et les libertés individuelles. En janvier 2012, elle retrouve son indépendance par un amendement à une loi de 1961 : le grand imam n'est plus choisi par le pouvoir mais par un comité d'oulémas, et doit quitter son poste à 80 ans. En juin 2012, un Frère musulman, Mohamed Morsi, est élu à la présidence d'Égypte. Les relations, déjà tendues avec les islamistes, se corsent alors que le nouveau pouvoir tente plusieurs fois de mettre la main sur Al-Azhar, par des limogeages et campagnes de dénigrement contre le grand imam. En conséquence, l'institution rechigne à soutenir certains projets de loi et lorsque les Frères s'opposent à l'ONU sur la question du statut de la femme, Al-Azhar organise un symposium sur les droits des Égyptiennes, où des thèmes controversés comme la lutte contre l'excision ou le mariage précoce sont évoqués. En juillet 2013, à la suite des manifestations rassemblant plusieurs millions de personnes contre le régime de Morsi, le grand imam soutient le coup d'État organisé par l'armée.

## Description de la mosquée Al-Azhar
Al-Azhar possède aujourd’hui trois minarets. Le premier date de la fin du XVe siècle, pendant le règne de Qaitbay, sultan d’Égypte et de Syrie de 1468 à 1496, qui ajouta également à l’édifice un mihrab. Le deuxième fut construit au début du XVIe siècle, pendant celui de l’avant-dernier sultan mamelouk Kansaouh al-Ghaouri (1501-1516).
L’entrée que l'on peut voir de nos jours date de la période ottomane (1753).

## L'imam d'Al-Azhar
L'imam de la mosquée Al-Azhar — actuellement Ahmed Mohamed el-Tayeb — est la plus haute autorité de l'islam acharite en Égypte. Il est considéré comme un « porte-parole » du gouvernement égyptien[réf. nécessaire] — il est fonctionnaire d'État et nommé par le chef de l’État — et adopte des positions politiques qui lui en sont proches. Ses positions ne font pas toujours l'unanimité au sein d'Al-Azhar, et encore moins dans le monde musulman. Imam jusqu'en 1996, le cheik Gad al-Haq Ali Gad al-Haq a par exemple légitimé la peine de mort pour tout musulman qui apostasie. Il émit aussi une fatwa demandant au gouvernement égyptien d'exécuter toutes les personnes qui sont contre l'excision.
Le 24 février 2000, le pape Jean-Paul II a rendu une visite historique à l'imam de l'université Al-Azhar Mohammed Sayyed Tantaoui. À travers cette université et son chef, l'islam "modéré" égyptien a pu être appelé l'« arbitre de la pensée islamique moderne ». À l'issue de cette rencontre a été créé un Comité mixte pour le Dialogue établi par le Comité permanent d'Al-Azhar pour le dialogue avec les religions monothéistes et le Conseil pontifical pour le dialogue interreligieux, qui se réunit une fois par an au Caire ou à Rome le 24 février, date anniversaire de la rencontre.